# Pražský kruh
Pražský kruh (Prager Kreis) je název knihy Maxe Broda, která vyšla poprvé v roce 1966, a zároveň literárně-historický koncept, jímž je označována skupina spisovatelů německého jazyka působících v Praze od konce 19. století do roku 1938.
Max Brod rozlišoval mezi tzv. „užším pražským kruhem“, jehož členy byli kromě něho samého Franz Kafka, Oskar Baum, Felix Weltsch a po Kafkově smrti též Ludwig Winder, a „širším pražským kruhem“. Vedle toho definoval předky a předchůdce kruhu.
Za předchůdce Pražského kruhu Brod označil Marii von Ebner-Eschenbachovou, Berthu von Suttnerovou a Adalberta Stiftera. Ke členům širšího pražského kruhu pak podle Broda patřili Franz Werfel, Rainer Maria Rilke, Johannes Urzidil, Hugo Bergmann, Egon Erwin Kisch, Franz Janowitz, Paul Kornfeld, Paul Leppin, Ernst Polak, Willy Haas, Otto Pick, Rudolf Fuchs nebo herec Ernst Deutsch. Spojovalo je, že navštěvovali kavárnu Arco a psali do literárních časopisů Herder-Blätter (1912) a Arkadia (1913–1918), které oba redigoval Brod.

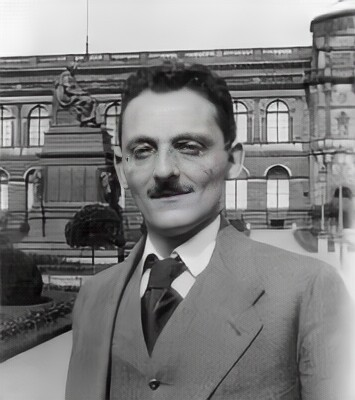
Max Brod v roce 1914

Praha byla v té době centrem česko-německého jazykového konfliktu. Významným charakteristickým rysem členů Pražského kruhu byla skutečnost, že jim byla cizí domýšlivost a arogance některých stoupenců německého národního hnutí. Většina z nich byla židovského původu, mnoho z nich ovládalo češtinu a spolek byl v čilém kontaktu s českými literáty, hudebníky a dalšími umělci.
„Užší pražský kruh“ byl centrálním bodem Brodova pojetí dějin pražské německé literatury. Zavedl ho patrně v přímé reakci na Liblickou konferenci z roku 1963. Podle kritiků Brod zavedl pojem Pražský kruh jako alternativu k obecnějšímu pojmu pražská německá literatura, aby zvýraznil svoji vlastní úlohu.